# Сёбогэндзо
«Сёбогендзо» (正法眼蔵, дословно — «Сокровищница истинного глаза дхармы») — сборник произведений, написанных буддийским монахом и основателем школы Сото-сю Эйхей Догэном. Существует несколько других работ с таким же названием, поэтому иногда эту работу называют Кана Сёбогендзо, чтобы отличить её от остальных. Термин «сёбогендзо» можно рассматривать как синоним выражения Учения Будды, рассматриваемого с точки зрения Махаяны.

## Восприятие
Современные исследователи считают, что восприятие «Сёбогендзо» было и остаётся очень сложным, поэтому его изучение превратилось в в отдельную дисциплину в рамках японоведческой буддологии.